# Топчиха
Топчи́ха (рос. Топчиха) — село, центр Топчихинського району Алтайського краю, Росія. Адміністративний центр та єдиний населений пункт Топчихинської сільської ради.

## Географія
Розташоване за 90 км на південний захід від Барнаула. У Топчисі розташована однойменна залізнична станція.

## Історія
Засноване село 1915 року.

## Населення
Населення — 8815 осіб (2010; 9375 у 2002).
Національний склад (станом на 2002 рік):
- росіяни — 92 %

## Господарство
У селі знаходяться елеватор, молокозавод, хлібокомбінат, ПМК, друкарня, загальноосвітні школи, дитячі дошкільні заклади, медустанови, бібліотеки.

### Радіо
- 68,12 Радіо Росії/ДТРК Алтай
- 102,1 Помісне радіо

## Відомі люди
- Лазебін Євген Павлович (1955) — російський військовий діяч, генерал-полковник поліції, кандидат педагогічних наук.
- Губін Андріан Макарович (1913 — 1944) — Герой Радянського Союзу
- Григоревський Михайло Валерійович (1985 — 2008) — Герой Російської Федерації.
- Переверзєв Віктор Михайлович (1958) — Срібний призер Олімпійських ігор 1980 року в Москві
- Єрофєєв Дмитро Володимирович (1973—1994) — російський офіцер, командир групи 67-ї окремої бригади спеціального призначення Головного розвідувального управління Генерального Штабу Збройних Сил Російської Федерації, лейтенант, Герой Російської Федерації.